# Bang Chan
Bang Chan (hangul: 방찬), nascido Christopher Bang (Coreia do Sul, 3 de outubro de 1997), é um rapper, cantor, compositor e produtor musical australiano de origem sul-coreana, líder do grupo sul-coreano Stray Kids e membro do trio de hip-hop 3Racha, onde trabalha junto de HAN (J.ONE) e Chang-bin (SPEARB) sob o nome CB97.

## Biografia
Bang Chan mudou-se para Sydney muito jovem. Ele tem uma irmã mais nova chamada Hannah e um irmão mais novo chamado Lucas. Ele mudou de casa 5 vezes quando ainda morava na Austrália. Antes de sair de Sydney, ele foi para a escola Newtown High School of the Performing Arts. Na Austrália ele também participou de competições de natação. Quando ele se mudou para a Coreia do Sul, ele foi para a escola Chungdam High School. Chan costumava participar de musicais, aprendendo tanto balé quanto dança moderna. Juntou-se à JYP Entertainment em 2010 depois de passar em uma audição na Austrália com a ajuda de seus pais. Ele foi trainee por 7 anos e durante esse tempo se tornou muito próximo de vários idols como por exemplo Bambam (GOT7), Yugyeom (GOT7), Young K (DAY6), Sana (Twice), Jimin entre outros.
na sua assinatura ou em qualquer outro lugar ele gosta de fazer um desenho que até hoje não revelou o significado ou sequer o que o desenho realmente é muitos falam que parece uma minhoca ou uma cobrinha mas algumas pessoas apelidaram carinhosamente de "minhocossauro", Chan disse que um dia ele vai revelar o que é o desenho.

## Carreira

### 2017: Mixtapes e JYP Entertainment
O 3RACHA foi formado no final de 2016 em Seul, Coreia do Sul. Em 18 de Janeiro de 2017, Chan (CB97) e os colegas trainees Seo Changbin (SPEAR B) e Han Jisung (J.ONE), lançaram sua primeira Mixtape, J:/2017/mixtape, no SoundCloud, composto por sete faixas. Eles imediatamente receberam elogios dos ouvintes por sua capacidade de escrever e produzir sua própria música em um nível profissional. Antes do lançamento de seu primeiro EP, 3Days, eles foram anunciados como parte de um programa de sobrevivência da JYP Entertainment com o nome de Stray Kids. Bang Chan também foi responsável pela escolha dos membros que participariam do reality de sobrevivência. Durante a exibição de Stray Kids, 3RACHA lançou vários singles individuais e, no dia 20 de Dezembro, um dia após a final de seu programa de sobrevivência, eles lançaram um EP intitulado Horizon, que era um compilado de todas as músicas que eles tinham lançado recentemente.

### 2018:Start Linee estreia do Stray Kids
Em Janeiro de 2018, 3Racha lançou um single intitulado Start Line para comemorar seu primeiro ano como um grupo, marcando também a linha de partida do Stray Kids que debutaria no mesmo ano. O EP de pré-estreia do Stray Kids, intitulada Mixtape foi lançada com as composições de músicas feitas no programa de sobrevivência do Stray Kids, com 3Racha tendo créditos de escrita e produção durante o lançamento. Em 25 de Março de 2018, 3Racha estreou no Stray Kids com o lançamento do EP, I Am NOT, com o single "District 9". Todos os três membros do 3Racha participaram da composição e produção do álbum.
No dia 1 de Agosto de 2018 foi anunciado que o nome do fandom seria STAY(ficar/estar em inglês), significando que os fãs sempre estarão ao lado do Stray Kids.
Stray Kids lançou mais dois álbuns em 2018, intitulados I Am Who e I Am You, em que Chan, ao lado do 3Racha, tem créditos em composição e produção na maioria das faixas.

## Discografia

### Créditos de escrita e produção
Todos os créditos são adaptados do Korea Music Copyright Association. Desde 5 de Janeiro de 2019.
| Ano  | Artista    | Canção            | Álbum                | Letras    | Letras                                                         | Música    | Música                                                                        | Arranjo   | Arranjo                                             |
| Ano  | Artista    | Canção            | Álbum                | Creditado | Com                                                            | Creditado | Com                                                                           | Creditado | Com                                                 |
| ---- | ---------- | ----------------- | -------------------- | --------- | -------------------------------------------------------------- | --------- | ----------------------------------------------------------------------------- | --------- | --------------------------------------------------- |
| 2017 | Stray Kids | "Hellevator"      | Mixtape              | Sim       | Armadillo, Han Jisung, Seo Changbin                            | Sim       | Armadillo, Han Jisung, Seo Changbin, Rangga                                   | Sim       | Armadillo, Rangga                                   |
| 2017 | 3Racha     | "Runner's High"   | J:/2017/mixtape      | Sim       | Han, Changbin                                                  | Sim       | Han, Changbin                                                                 | Sim       | —                                                   |
| 2017 | 3Racha     | "Matryoshka"      | Horizon              | Sim       | Han, Changbin                                                  | Sim       | Han, Changbin                                                                 | Sim       | —                                                   |
| 2018 | Stray Kids | "Beware"          | Mixtape              | Sim       | Han, Changbin                                                  | Sim       | Han, Changbin, Armadillo, Trippy, 1take                                       | Não       | —                                                   |
| 2018 | Stray Kids | "Spread My Wings" | Mixtape              | Sim       | Han, Changbin                                                  | Sim       | Han, Changbin, Trippy                                                         | Não       | —                                                   |
| 2018 | Stray Kids | "Yayaya"          | Mixtape              | Sim       | Han, Changbin, earattack                                       | Sim       | earattack, Han, Changbin                                                      | Não       | —                                                   |
| 2018 | Stray Kids | "Glow"            | Mixtape              | Não       | —                                                              | Sim       | This N That                                                                   | Sim       | Garden, This N That                                 |
| 2018 | Stray Kids | "School Life"     | Mixtape              | Sim       | Han, Changbin, Woojin, IN, This N That                         | Não       | —                                                                             | Não       | —                                                   |
| 2018 | Stray Kids | "4419"            | Mixtape              | Sim       | Han, Changbin, Seungmin, Hyunjin                               | Sim       | Han, Changbin, Jinjjasanai                                                    | Não       | —                                                   |
| 2018 | Stray Kids | "Not!"            | I Am Not             | Sim       | —                                                              | Sim       | Hong Ji-sang                                                                  | Não       | —                                                   |
| 2018 | Stray Kids | "District 9"      | I Am Not             | Sim       | Han, Changbin                                                  | Sim       | Han, Changbin, Trippy                                                         | Sim       | Trippy                                              |
| 2018 | Stray Kids | "Mirror"          | I Am Not             | Sim       | Han, Changbin                                                  | Sim       | Han, Changbin, Lee Woo-min "collapsedone", Fredrik "Fredro" Ödesjö            | Sim       | Lee Woo-min "collapsedone", Fredrik "Fredro" Ödesjö |
| 2018 | Stray Kids | "Awaken"          | I Am Not             | Sim       | Han, Changbin                                                  | Sim       | Han, Changbin, Kim Park Chella                                                | Sim       | Kim Park Chella                                     |
| 2018 | Stray Kids | "Rock"            | I Am Not             | Sim       | Han, Changbin                                                  | Sim       | Han, Changbin, Full8loom                                                      | Não       | —                                                   |
| 2018 | Stray Kids | "Grow Up"         | I Am Not             | Sim       | Han, Changbin                                                  | Sim       | Han, Changbin, Trippy                                                         | Sim       | Trippy                                              |
| 2018 | Stray Kids | "3rd Eye"         | I Am Not             | Sim       | Han, Changbin                                                  | Sim       | Han, Changbin, This N That                                                    | Não       | —                                                   |
| 2018 | Stray Kids | "Mixtape #1"      | I Am Not             | Sim       | Han, Changbin, Woojin, Lee Know, Hyunjin, Felix, Seungmin, I.N | Sim       | Han, Changbin, Woojin, Lee Know, Hyunjin, Felix, Seungmin, I.N                | Não       | —                                                   |
| 2018 | 3Racha     | "Zone"            | Lançamento sem álbum | Sim       | Han, Changbin                                                  | Sim       | Han, Changbin                                                                 | Sim       | —                                                   |
| 2018 | Stray Kids | "SKZ anthem"      | Lançamento sem álbum | Sim       | Han, Changbin                                                  | Não       | —                                                                             | Não       | —                                                   |
| 2018 | Stray Kids | "My Pace"         | I Am Who             | Sim       | Han, Changbin, J.Y. Park "The Asian Soul"                      | Sim       | Han, Changbin, earattack, Larmòók                                             | Não       | —                                                   |
| 2018 | Stray Kids | "Voices"          | I Am Who             | Sim       | Han, Changbin                                                  | Sim       | Han, Changbin, Trippy                                                         | Sim       | Han, Changbin, Trippy                               |
| 2018 | Stray Kids | "Question"        | I Am Who             | Sim       | Han, Changbin                                                  | Sim       | Han, Changbin, HotSauce                                                       | Não       | —                                                   |
| 2018 | Stray Kids | "Insomnia"        | I Am Who             | Sim       | Han, Changbin                                                  | Sim       | Han, Changbin, KZ, Space One                                                  | Não       | —                                                   |
| 2018 | Stray Kids | "M.I.A."          | I Am Who             | Sim       | Han, Changbin                                                  | Sim       | Han, Changbin, Kim Mung-i                                                     | Sim       | Han, Changbin, Kim Mung-i                           |
| 2018 | Stray Kids | "Awkward Silence" | I Am Who             | Sim       | Han, Changbin                                                  | Sim       | Han, Changbin, Time                                                           | Não       | —                                                   |
| 2018 | Stray Kids | "Mixtape #2"      | I Am Who             | Sim       | Han, Changbin, Woojin, Lee Know, Hyunjin, Felix, Seungmin, I.N | Sim       | Han, Changbin, Woojin, Lee Know, Hyunjin, Felix, Seungmin, I.N                | Sim       | —                                                   |
| 2018 | Stray Kids | "I Am You"        | I Am You             | Sim       | Han, Changbin                                                  | Sim       | Han, Changbin, Lee Woo-min "collapsedone", Justin Reinstein, KZZENE THE ZILLA | Não       | —                                                   |
| 2018 | Stray Kids | "My Side"         | I Am You             | Sim       | Han, Changbin                                                  | Sim       | Han, Changbin, FRANTS                                                         | Não       | —                                                   |
| 2018 | Stray Kids | "Hero's Soup"     | I Am You             | Sim       | Han, Changbin                                                  | Sim       | Han, Changbin, Lee Hae Sul                                                    | Não       | —                                                   |
| 2018 | Stray Kids | "Get Cool"        | I Am You             | Sim       | Han, Changbin, Inner child (MonoTree)                          | Sim       | Han, Changbin, Yong Jong Sung, Inner child (MonoTree), Song Ha Eun, TOTEM     | Não       | —                                                   |
| 2018 | Stray Kids | "N/S"             | I Am You             | Sim       | Han, Changbin                                                  | Sim       | Han, Changbin, SLO                                                            | Não       | —                                                   |
| 2018 | Stray Kids | "0325"            | I Am You             | Sim       | Han, Changbin                                                  | Sim       | Han, Changbin, Hong Ji-sang                                                   | Não       | —                                                   |
| 2018 | Stray Kids | "Mixtape #3"      | I Am You             | Sim       | Han, Changbin, Woojin, Lee Know, Hyunjin, Felix, Seungmin, I.N | Sim       | Han, Changbin, Woojin, Lee Know, Hyunjin, Felix, Seungmin, I.N                | Sim       | Doplamingo                                          |

## Filmografia

### Programas de televisão
| Ano  | Título             | Papel       | Canal | Notas                            |
| ---- | ------------------ | ----------- | ----- | -------------------------------- |
| 2017 | Stray Kids         | Concorrente | Mnet  | Estreou como líder do Stray Kids |
| 2019 | Finding Stray Kids | Concorrente | Mnet  |                                  |

### Aparições em vídeoclipes
| Título                                                 | Ano  | Artista    | Notas             | Ref.   |
| ------------------------------------------------------ | ---- | ---------- | ----------------- | ------ |
| "Like Ooh Ahh"                                         | 2015 | Twice      |                   |        |
| "Only You"                                             | 2015 | Miss A     |                   |        |
| "Hellevator"                                           | 2017 | Stray Kids |                   | [ 10 ] |
| "Beware" (Grrr 총량의 법칙)                            | 2018 | Stray Kids | Performance video | [ 11 ] |
| "Young Wings" (어린 날개)                              | 2018 | Stray Kids | Performance video | [ 12 ] |
| "District 9"                                           | 2018 | Stray Kids |                   | [ 13 ] |
| "Grow Up" (잘 하고 있어)"                              | 2018 | Stray Kids | [ 14 ]            |        |
| "Mirror"                                               | 2018 | Stray Kids | Performance video | [ 15 ] |
| "Rock"                                                 | 2018 | Stray Kids | Street version    |        |
| "My Pace"                                              | 2018 | Stray Kids |                   |        |
| "Voices"                                               | 2018 | Stray Kids | Performance video |        |
| "M.I.A."                                               | 2018 | Stray Kids | Performance video |        |
| "Insomnia"                                             | 2018 | Stray Kids | Street version    |        |
| "Question"                                             | 2018 | Stray Kids | Street version    |        |
| "Awkward Silence" (갑자기 분위기 싸해질 필요 없잖아요) | 2018 | Stray Kids |                   |        |
| "Mixtape#2"                                            | 2018 | Stray Kids | Special video     |        |
| "Zone"                                                 | 2018 | 3Racha     | SKZ-Player video  |        |
| "I Am You"                                             | 2018 | Stray Kids |                   |        |
| "My Side" (편)                                         | 2018 | Stray Kids | Street version    |        |
| "Mixtape#3"                                            | 2018 | Stray Kids |                   |        |
| "Get Cool"                                             | 2018 | Stray Kids |                   |        |
| "(N/S)" (극과 극)                                      | 2018 | Stray Kids | Street version    |        |